# کاتوی کوچک
کاتوی کوچک (لاتین: Cato Minor; ‏ ۹۵ قبل از میلاد – ۱۲ آوریل ۴۶ قبل از میلاد) سیاست‌مدار، و نویسنده اهل روم باستان بود. او در اواخر دوران جمهوری می‌زیست، از پیروان فلسفه رواقی‌گری بود، و به پاکدستی (در دورانی که فساد مالی در میان سیاستمداران رومی معمول بود) شناخته می‌شد. کاتو سخنرانی چیره‌دست بود و خطابه‌های بسیاری در مقابله با زیاده‌خواهی های ژولیوس سزار ارائه داد. او را مبدع فن اطاله‌بررسی می‌دانند.
کاتوی کوچک از نوادگان کاتوی بزرگ بوده است.